# Tanytarsus olivaceus
Tanytarsus olivaceus är en tvåvingeart som beskrevs av Maurice Emile Marie Goetghebuer 1928. Tanytarsus olivaceus ingår i släktet Tanytarsus och familjen fjädermyggor. Inga underarter finns listade i Catalogue of Life.